# Cathédrale de Sezze
La cathédrale de Sezze est une église catholique romaine de Sezze, en Italie. Il s'agit d'une cocathédrale du diocèse de Latina-Terracina-Sezze-Priverno.